# Marcel Breuer
Marcel Lajos Breuer (21. svibnja 1902., Pečuh, Mađarska, 1. srpnja 1981. New York), bio je neobično utjecajan, arhitekt i industrijski dizajner, mađarsko-židovskog porijekla. 
Breuer  je jedan od očeva modernizma, pionir pročišćene jednostavne forme, i modularnog dizajna. 

## Život i djelo
Poznat po nadimku -  Lajko, Breuer je bio među prvim učenicima, i vjerni slijedbenik Bauhausa, u toj školi je stekao, vještinu kombiniranja umjetnosti i tehničkih vještina. Po završetku školovanja, postao je voditelj, - kabineta za unutrašnju arhitekturu u matičnoj školi u Bauhausu.
Nakon toga, radio je u Berlinu, kao arhitekt, ali i kao pionir dizajna namještaja, od metala ( njegovi protutipi proizvode se i prodaju do danas). Po dolasku nacista na vlast, Breuer je prvo pobjegao u London, a nakon toga u Ameriku.
Breuer je najpoznatiji u kolektivnoj memoriji čovječanstva, po svom vrlo ranom radu, fotelji od metalnih cijevi, Wassily,koju je oblikovao 1925. Ovaj dizajn, je nastao pod utjecajem, tada vrlo modernog Adlerovog metalnog bicikla, koji je bio proizveden od sličnih cijevi. Ponovna proizvodnja ove fotelje, krenula je iza drugog svjetskog rata, i to u Italiji. Talijanski proizvođač je dao ime toj fotelji - Wassily, po slavnom kolegi Marcela Breuera, - slikaru Vasiliju Kandinskom, a postojala je i neka priča da je to Marcel napravio za Vasilija, međutim on je samo dozvolio svom kolegi da si napravi kopiju za uporabu u svom vlastitom domu. 

## Radovi (djelomični popis)

### Obiteljske stambene kuće (S.A.D.)
- Hagerty House, Cohasset, MA. 1937-1938.
- Breuer House I, Lincoln, MA. 1938-1939.
- J. Ford House, Lincoln, MA. 1939.
- Chamberlain Cottage, Wayland, MA. 1940.
- Geller House, Lawrence, Long Island, NY. 1945.
- Robinson House, Williamstown, MA. 1946-1948.
- Breuer House II, New Canaan, CT. 1947-1948.
- Marshad House, Croton-on-Hudson, NY 1949.
- Roman Cottage, Litchfield, CT. 1974-75.

### Javne građevine(djelomični popis)
- sjedište UNESCO, Paris, Francuska. 1953. zajedno s arhitektima; Pier Luigiom Nerviem i Bernardom Zehrfussom.
- De Bijenkorf department store, Rotterdam, Nizozemska 1955. – 1957.
- The Whitney Museum of American Art, New York, NY. 1966.
- AT Tower, Cleveland, Ohio, 1971.
- Cleveland Museum of Art, North Building expansion, Cleveland, Ohio, 1971.
- Bryn Mawr School, Lower School complex, Baltimore, MD.  1972.
- American Press Institute, Reston, Va., 1974.
- Atlanta-Fulton County Central Library, Atlanta, GA, 1980.

### Namještaj
- Stol za jelo i ured. 1922., 1925.
- Fotelja Wassily No.B3. 1925.
- Pisaći stol Thornet 1928.
- Aluminijska stolica. 1933

## Vanjske poveznice
- Marcel Breuer, iz Saint John's Abbey and University  Arhivirana inačica izvorne stranice od 2. studenoga 2004. (Wayback Machine)
- Arhiva američkog Instituta za umjetnost, Smithsonian Institution
  - Spisi Marcela Breuera
  - Marcel Breuer: Stogodišnica  (Izložba 2002)